# Sébastien Morlighem
Pour les articles homonymes, voir Morlighem.
Sébastien Morlighem est un enseignant et chercheur français en typographie et en graphisme, né le 6 mai 1971 à Neufchâtel-en-Bray. Il a aussi eu diverses activités artistiques : peintre, graphiste, illustrateur, typographe, écrivain, éditeur et créateur d'un label discographique.
Il a étudié à l’École supérieure Estienne (Paris) et travaillé comme graphiste. Il rédige un Ph D à l'Université de Reading.

## Enseignement
Il enseigne actuellement l'histoire du graphisme et de la typographie à l'École supérieure d'art et de design d'Amiens (et, depuis janvier 2008, comme encadrant d’un post-diplôme en design graphique intitulé Systèmes graphiques, typographie & langage). Il a enseigné ces mêmes disciplines à l’École Estienne à Paris, entre 1997 et 2008, et à l'École professionnelle supérieure d'arts graphiques et d'architecture d’Ivry-sur-Seine.

## Typographie
Sébastien Morlighem a participé à la coordination du colloque Le livre & ses desseins à l’IMEC à Caen du 14 au 16 novembre 2007. Il est intervenu dans de multiples conférences typographiques comme la troisième conférence internationale de typographie de Valence (Espagne) le 22 juin 2008, aux Rencontres internationales de Lure à Lurs en août 2008, à l'ATypI de Mexico en octobre 2009, lors du 2010 Beatrice Warde Memorial Lecture à la Saint Bride Library et à la Type@Cooper (Cooper Union) de New York en 2011.
Il est directeur de la collection « Bibliothèque typographique » des Éditions Ypsilon et coauteur de deux ouvrages de la collection, l'un sur le créateur de caractères José Mendoza y Almeida, l'autre sur Roger Excoffon et la Fonderie Olive qui ont été bien accueillis par les commentateurs,,,.
Il a rédigé des comptes rendus pour Eye Magazine et tient une chronique dans la revue Étapes.

## Activités artistiques

### Microédition

#### Littérature
Il a créé, au début des années 1990, les éditions Cordialité de la Rouille qui ont publié des plaquettes de Lucien Suel, Michel Valprémy et Sylvie Nève, Christophe Petchanatz, etc.

#### Graphzine
De 1986 à 1993, il a publié la collection de mini-albums S2L’ART?, avec des titres de Willem, Got, Frédéric Poincelet, Bruno Richard, Julie Doucet, les Un dessin par jour de Bruno Richard (1993), ainsi que 1993 d'Éric Watier (1993).

#### Musique
Après avoir un temps dirigé un cassette label (69/69), qui publie Deleted (Silence, 1989) et Harald Sack Ziegler (Pustekuchen, 1990), Klimperei (Gris-nez en 1990), Deleted & Al Seamless (1991) notamment, il reprend son activité d'éditeur et fonde en 2006 le label Jardin au Fou, qui a publié des CD de Klimperei de Ghédalia Tazartès, et BeNe GeSSeRiT.

### Peinture, graphisme et écriture
Sébastien Morlighem a été actif dans le mouvement des graphzines (fanzines graphiques) au tournant des années 1980-1990. Il a par ailleurs réalisé de nombreuses pochettes pour le groupe Klimperei, ainsi que pour le groupe néerlandais Trespassers W et publié un livre en collaboration avec son chanteur Cor Gout (textes de ce dernier et peintures de Morlighem). En juillet 2007, il réalise la pochette d'un disque de Baader Meinhof Wagen. Il est aussi responsable de la charte graphique et les couvertures de la revue Minimum Rock’n’Roll. Il continue à peindre aujourd'hui[Quand ?].
Il a publié des textes littéraires dans diverses revues, notamment Le Jardin Ouvrier.
Il a été aussi chroniqueur musical pour Chronic'art.

## Œuvres

### Textes littéraires
- Notice et deux textes dans Ivar Ch'Vavar (dir.), Cadavre grand m'a raconté : Anthologie de la poésie des fous et des crétins dans le Nord de la France, Le Corridor Bleu, 08/2005, p. 429–252  (ISBN 978-2914033190)
- Une traduction et six textes dans Ivar Ch'Vavar (dir.), Le Jardin ouvrier 1995-2003, anthologie, Flammarion, 2008  (ISBN 978-2-0812-1066-0)

### Illustrations
- Cor Gout, Noirette, livre avec CD, avec 61 illustrations de Sébastien Morlighem, Haarlem, Éditions In de Knipscheer, 2003[25]  (ISBN 9062655556)

### Typographie

#### Ouvrages
- (fr + en) Martin Majoor et Sébastien Morlighem, José Mendoza y Almeida, introduction de Jan Middendorp, Ypsilon éditeur, 2010, 176 p.  (ISBN 978-2-35654-008-9) [ouvrage consacré à José Mendoza y Almeida]
- (fr + en) Sandra Chamaret, Julien Gineste et Sébastien Morlighem, Roger Excoffon et la fonderie Olive, avant-propos de Gerard Unger, Ypsilon éditeur, 2010, 328 p.  (ISBN 978-2-35654-014-0)
- Verena Gerlach, Fritz Grögel et Sébastien Morlighem, Karbid, Berlin – de la lettre peinte au caractère typographique, Ypsilon éditeur, 2013, 132 p.  (ISBN 978-2-35654-024-9)

#### Article
- (en) Sébastien Morlighem, « Mr Mistral », Eye Magazine, no 79, printemps 2011 (en ligne)